# Černuc
Černuc település Csehországban, a Kladnói járásban. Černuc Bříza, Chržín, Hospozín, Hobšovice, Velvary és Loucká településekkel határos. Lakosainak száma 1002 fő (2024. január 1.).

## Népesség
A település lakosságának változását az alábbi diagram mutatja:
| Lakosok száma | 1502 | 1817 | 1910 | 1257 | 1034 | 914  | 991  | 985  | 966  | 1002 |
|               | 1869 | 1890 | 1921 | 1950 | 1980 | 2001 | 2017 | 2019 | 2022 | 2024 |